# IKAROS
Ikaros (Interplanetary Kite-craft Accelerated by Radiation Of the Sun, formell: Kogata Solar Denryoku Sail Jisshōki (小型ソーラー電力セイル実証機, dt. „Kleinformat-Sonnen-Elektrosegel-Nachweisgerät“)) ist eine Raumsonde der japanischen Raumfahrtbehörde (JAXA) zur Erprobung eines Sonnensegels als Antrieb und Energieversorgung für ein Raumschiff. Die Sonde wurde am 20. Mai 2010 zusammen mit dem Venus Climate Orbiter mit einer H-IIA-Trägerrakete vom Tanegashima Space Center gestartet.

## Missionsziele
Die Mission verfolgt zwei Ziele: „Level 1“ gilt als erfolgreich, wenn die nur 7,5 µm dicke Kunststoffmembran entfaltet wird und es gelingt, einen Monat lang Informationen über die Bereitstellung von elektrischer Energie durch die aufgedruckten Solarzellen zu gewinnen. Als „voller Erfolg“ (auch „Level 2“) wird die Mission gewertet, wenn über einen Zeitraum von einem halben Jahr durch das quadratische, in der Diagonale 20 m messende Sonnensegel Bahnänderungen durch den Strahlungsdruck der Sonne möglich sind.

## Missionsverlauf
Beginnend mit 25 Umdrehungen pro Minute wurde mit Hilfe der Fliehkraft von vier an den Enden des Solarsegels befestigten Pilotmassen das Sonnensegel ab dem 3. Juni 2010 entfaltet. Nach zwei Tagen wurde die Entfaltung wegen einer Abweichung zwischen den mathematischen Modellen und dem tatsächlichen Abrollverlauf unterbrochen. Die Rotationsrate betrug bei der Unterbrechung 7,4 Umdrehungen pro Minute, wobei die Sonde 6,3 Millionen Kilometer von der Erde entfernt war. Die Fortsetzung der Entfaltung erfolgte am 8. Juni. Am gleichen Tag wurden die noch zu Bändern zusammengelegten Sonnensegel mittels der Fliehkräfte der vier Pilotmassen vollständig hinausgefahren, sodass die erste Entfaltungsphase abgeschlossen wurde. Am 10. Juni wurde das Sonnensegel ausgerollt und konnte zum ersten Mal elektrischen Strom produzieren. Anschließend sollte eine einmonatige Testphase zur Überprüfung des Verhaltens der Sonde und des Sonnensegels beginnen; erst danach soll das Sonnensegel als Antrieb dienen. Mit einer in den Weltraum ausgesetzten Mikrosonde, die eine separate Kamera und eine Batterie enthält, wurden fünf Tage später Bilder der Sonde mit dem vollständig entfalteten Segel aufgenommen. Die Rotation wurde danach in drei Tagen auf eine Umdrehung pro Minute reduziert, damit die Massestücke, die das Segel unter Spannung halten, entlastet werden.
Am 8. Dezember 2010 passierte die Sonde planmäßig die Venus in einer Entfernung von 80.000 km, um eine Bahnablenkung von 20° zu bewirken. Es waren aber keine Untersuchungen an der Venus möglich, da keine Messinstrumente hierfür eingebaut waren. Dennoch wurde die Mission erfolgreich beendet, sodass ab diesem Zeitpunkt die erweiterte Missionsphase beginnen konnte.
Die Primärmission wurde am 26. Januar 2011 für beendet erklärt.
Am 18. Oktober 2011 zündeten die Lageregelungstriebwerke 20 Minuten lang, um die Drehrichtung der Sonde umzukehren. Dieses Manöver gelang; die Rotationsgeschwindigkeit betrug danach 0,24 Umdrehungen pro Minute. Weil sich IKAROS wieder von der Sonne entfernte und das Sonnensegel in einem ungünstigen Winkel zur Sonne stand, wurde weniger elektrische Energie erzeugt, und zu einem Zeitpunkt vor dem 6. Januar 2012 schalteten sich die Bordsysteme ab. Zwei Mal im Monat suchte man nach der Raumsonde, bis man am 6. September 2012 wieder ein Funksignal auffing, das man am 8. September mit Sicherheit der Sonde zuordnen konnte.

## Aufbau
Die Sonde besteht aus einem 173 m² großen und 2 kg schweren Sonnensegel, das durch die Fliehkräfte auf Grund der Eigenrotation der Sonde ausgefahren wurde. Es hat eine Kantenlänge von 14 m und ist ca. 7,5 µm dick. 72 Flüssigkristallelemente sind in dem Solarsegel eingesetzt, um durch ihre veränderbare Reflexion die Fluglage anzupassen. Ebenfalls befinden sich dort acht Staubdetektoren, die für wissenschaftliche Auswertungen genutzt werden.
Der Antrieb besitzt, verglichen mit anderen Triebwerken, eine nur geringe Antriebskraft; sie beträgt selbst bei optimaler Ausrichtung (senkrechtem Sonnenlichteinfall) nur 1,6 Millinewton, welche der Sonde mit ihrer Masse von 315 kg nur eine Beschleunigung 0,000.005 m/s² erteilt (entsprechend einer Geschwindigkeitszunahme von 2 cm/s in einer Stunde oder 12 m/s in einem Monat).

## Ergebnis
Laut Angaben der JAXA wurde eine Antriebskraft von 1,12 Millinewton gemessen.